# Министерство обороны Израиля
Министерство обороны Израиля (ивр. מִשְׂרַד הַבִּטָּחוֹן‎, буквально — «министерство безопасности») — правительственное ведомство Израиля, ответственное за защиту Государства Израиль от внутренних и внешних военных угроз.
С 5 ноября 2024 года пост министра обороны занимает Исраэль Кац.

## Описание
Министерство создано в 1948 году, одновременно с созданием Государства Израиль.
Министерство возглавляет министр обороны, офис которого расположен в районе Ха-Кирья, Тель-Авив.
Министерство обороны контролирует большинство израильских сил безопасности, в том числе Армию обороны Израиля, военную промышленность Израиля и авиационную промышленность Израиля.
Должность министра обороны (ивр. שַׂר הַבִּטָּחוֹן‎, буквально — «министр безопасности») считается второй по значимости в Кабинете министров. Министр обороны также является постоянным членом Совета Безопасности Кабинета министров.
Из-за большой значимости должности министра обороны Израиля её нередко занимал по совместительству премьер-министр. Семь из шестнадцати министров обороны были также премьер-министрами, а шестеро из них (Моше Даян, Ицхак Рабин, Эхуд Барак, Моше Яалон, Шауль Мофаз и Бени Ганц) также были в прошлом начальниками генерального штаба Армии обороны Израиля.